# Castanilla
Castanilla là một chi nhện trong họ Corinnidae.

## Các loài
- Castanilla marchesii Caporiacco, 1936
- Castanilla quinquemaculata Caporiacco, 1936